# اعتلال عضلة القلب نتيجة تسرع القلب
اعتلال العضلة القلبية الناجم عن تسرع القلب (TIC) هو مرض يتسبب فيه تسرع القلب لفترات طويلة (معدل ضربات القلب السريع) أو اللانظمية القلبية (عدم انتظام ضربات القلب) في حدوث خلل في العضلة القلبية، الأمر الذي قد يؤدي إلى فشلها. قد يعاني الأشخاص المصابون بـ TIC من أعراض مرتبطة بفشل القلب (كضيق التنفس أو تورم الكاحل مثلًا) و/أو الأعراض المتعلقة بتسارع دقات القلب أو عدم انتظام ضرباته (كخفقان القلب مثلًا). على الرغم من أن الرجفان الأذيني هو السبب الأكثر شيوعًا لـ TIC، فقد ارتبطت العديد من حالات تسرع القلب وعدم انتظام ضرباته بـ TIC.
لا توجد معايير تشخيص معتمدة لـ TIC. وبالتالي، يشخص TIC عادةً عندما (1) تستبعد الاختبارات الأسباب الأخرى لاعتلال عضلة القلب و(2) يكون هناك تحسن في وظيفة عضلة القلب بعد علاج تسرع القلب واللانظميات. يمكن أن يشمل علاج TIC علاج قصور القلب بالإضافة إلى تسرع القلب أو اللانظميات. يتمتع TIC بإنذار علاج جيد، إذ يستعيد معظم الأشخاص بعض أو كل وظائف القلب.
عدد الحالات التي تحدث غير واضح. أبلغ عن وجود حالات لـ TIC عند جميع الفئات العمرية.

## العلامات والأعراض
غالبًا ما يشعر الأشخاص المصابون بـ TIC بأعراض قصور القلب الاحتقاني و/أو أعراض مرتبطة باللانظميات القلبية. يمكن أن تشمل أعراض قصور القلب الاحتقاني ضيق التنفس وتورم الكاحل والإرهاق وزيادة الوزن. يمكن أن تشمل أعراض اللانظميات القلبية الخفقان والشعور بعدم الراحة في الصدر.
درست الدورة الزمنية لـ TIC بشكل جيد في التجارب على الحيوانات. وجد الباحثون بدء ظهور التغيرات غير الطبيعية في تدفق الدم على الحيوانات بعد يوم واحد فقط من معدل ضربات القلب السريع المحرّض (المصمم من أجل محاكاة عدم انتظام ضربات القلب أو ما يعرف باللانظميات). مع تقدم TIC الخاصة بهم، عانت هذه الحيوانات من تدهور وظائف القلب (على سبيل المثال: انخفاض النتاج القلبي وانخفاض الكسر القذفي) لمدة 3-5 أسابيع. استمرت بعدها وظيفة القلب المتدهورة في حالة مستقرة حتى عاد معدل ضربات القلب إلى طبيعته. مع معدلات ضربات القلب الطبيعية، بدأت هذه الحيوانات في إظهار تحسن في وظائف القلب في غضون يوم إلى يومين، وحتى الشفاء التام وعودة الكسر القذفي للطبيعي في غضون شهر واحد.
الدراسات البشرية للمسار الزمني لـ TIC ليست شاملة مثل الدراسات التي أجريت على الحيوانات، على الرغم من أن الدراسات الحالية تشير إلى أن غالبية الأشخاص الذين يعانون من TIC سوف يستعيدون نسبة كبيرة من وظائف القلب على مدى شهور إلى سنوات.

## الأسباب
ارتبط TIC مع تسرع القلب فوق البطيني (SVT)، وتسرع القلب البطيني (VT)، وتقلصات البطين المبكرة المتكررة (PVCs)، وتسرع أذيني وبطيني، وإحصار الحزمة اليسرى. تتضمن أنواع SVT المرتبطة بـ TIC الرجفان الأذيني، والرفرفة الأذينية، والتسرع الأذيني المتواصل، وتسرع القلب التبادلي الوصلي الدائم، وتسرع القلب الأذيني البطيني الترددي، وتسرع القلب الأذيني البطيني الناجم عن دارة عودة الدخول. الرجفان الأذيني هو أكثر المسببات المدروسة شيوعًا لـ TIC.

## التشخيص
لا توجد معايير تشخيصية محددة لـ TIC، وقد يكون من الصعب تشخيصها لعدد من الأسباب. أولًا، في المرضى الذين يعانون من كل من تسرع القلب واعتلال العضلة القلبية، قد يكون من الصعب التمييز بين العامل المسبب للمرض. بالإضافة إلى ذلك، يمكن أن تحدث في المرضى الذين يعانون أو لا يعانون من أمراض القلب البنيوية الكامنة. قد يكون الكسر القذفي للبطين الأيسر الطبيعي سابقًا أو سوء الوظيفة الانقباضية للبطين الأيسر بشكل غير متناسب مع مرض القلب الأساسي للمريض دليل مهم لإمكانية حدوث TIC. يشخص TIC بعد استبعاد الأسباب الأخرى لاعتلال عضلة القلب وملاحظة معالجة الخلل الوظيفي الانقباضي البطين الأيسر مع علاج تسرع القلب.